# V12

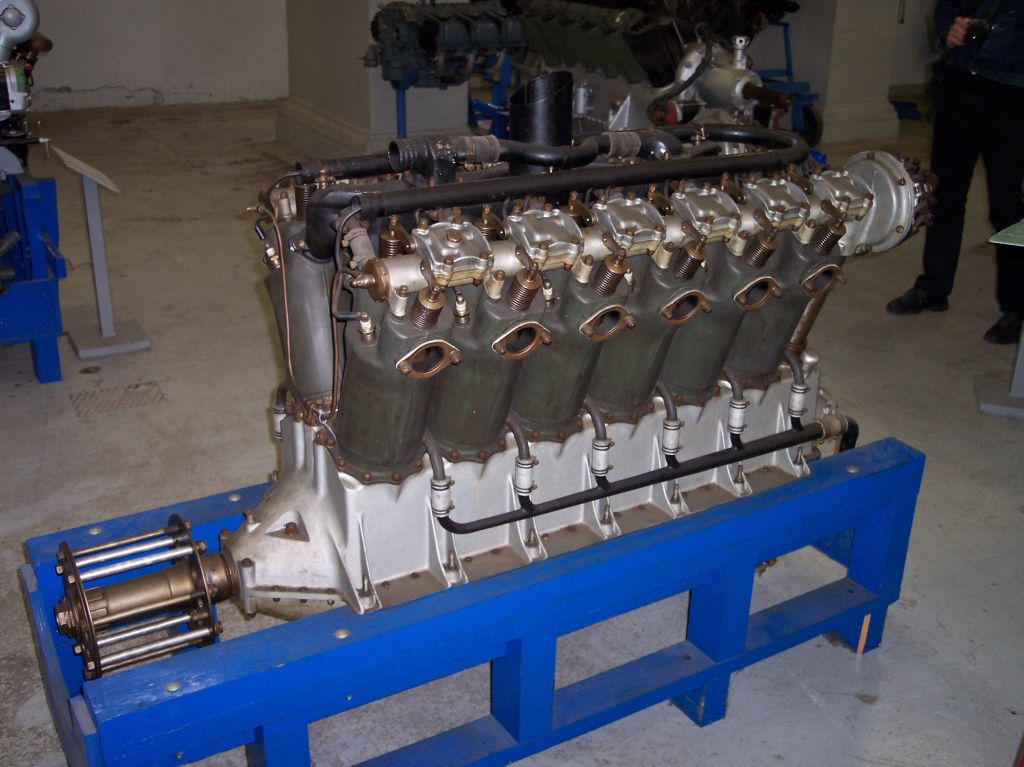
Lotniczy silnik Liberty L-12 produkowany w latach 1917-1919

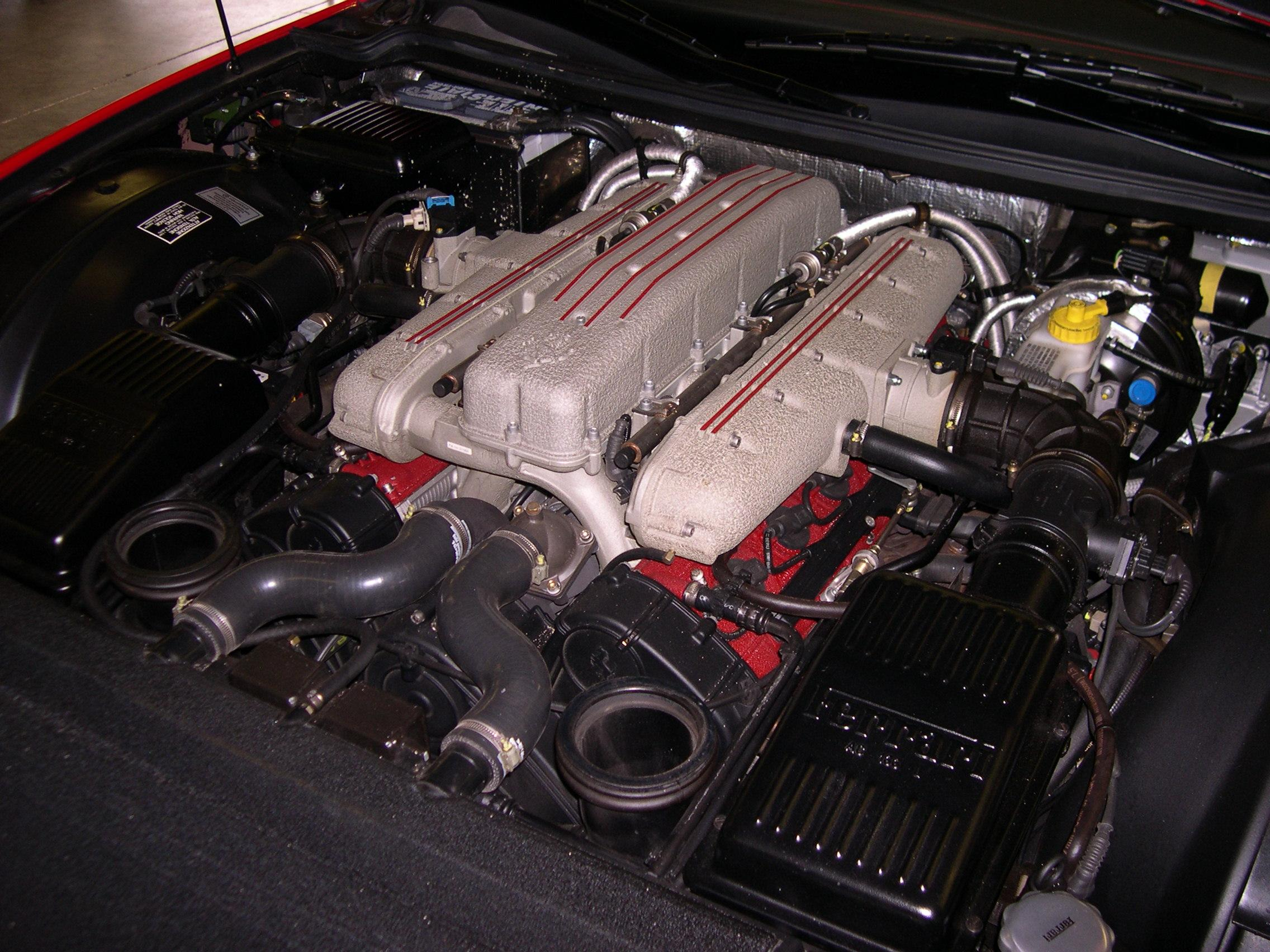
12-cylindrowy silnik Ferrari 550 Maranello

V12 – silnik widlasty o dwunastu cylindrach w dwóch rzędach zamontowanych we wspólnej skrzyni korbowej. Zazwyczaj kąt rozwarcia między cylindrami wynosi 60°, wszystkie tłoki napędzają wspólny wał korbowy. Silniki V12 znajdują zastosowanie do napędu lokomotyw (np używane w Polsce ST44, SP45, Class 66), statków, generatorów, ciężkiego sprzętu budowlanego, a także luksusowych i sportowych samochodów osobowych. Kolejność zapłonu dla silnika V12 to zwykle 1-10-5-7-3-11-6-9-2-12-4-8 lub rzadziej 1-9-2-7-4-8-6-10-5-12-3-11. Przed wprowadzeniem silników turbośmigłowych i turboodrzutowych, silniki V12 były stosowane również w samolotach.

## Przykładowe seryjne samochody z silnikami V12
| Silnik           | Model                                                               |
| ---------------- | ------------------------------------------------------------------- |
| V12 Aston Martin | Vanquish, V12 Vantage, DB9 i DBS                                    |
| V12 Audi         | Q7                                                                  |
| V12 BMW          | 750/760, 850 i McLaren F1                                           |
| V12 Ferrari      | 250, F50, Enzo, FXX, 612 Scaglietti, F12 Berlinetta, LaFerrari,     |
| V12 Jaguar       | XJS, E-type, XJR-15                                                 |
| V12 Lamborghini  | Miura, Countach, Veneno, Diablo, Murciélago, Centenario i Aventador |
| V12 Mercedes     | W140 600SE/SEL/SEC, S600, SL600, CL600, SL65AMG, S65AMG, G65AMG     |
| V12 Pagani       | Zonda, Huayra                                                       |
| V12 Rolls Royce  | Phantom, Ghost, Wraith                                              |